# 鈴木まひる
鈴木 まひる（すずき まひる、1970年4月21日 - ）は、日本のラジオレポーター。山形県鶴岡市出身。血液型はA型。

## 出演
- IT'S MUSIC（JFN ):ナビゲーター

## 過去の出演

### ラジオ番組
- THE RANKING（FMヨコハマ、1999年4月 - 2002年3月）：月曜アシスタント
- 栗山英樹 夢の翼に - Dreams On The Wing（NACK5、1999年4月 - 2000年3月）：パーソナリティ
- HITS! THE TOWN内 アルディージャ応援番組（NACK5、2000年3月 - 2001年11月）：パーソナリティ
- Coca-Cola Presents ハッピー・クリスマス（JFN系列、2002年12月）：パーソナリティ
- 2003年 新春 ガレッジNOW ON SALE SP おめでとうにはまだはやい（TOKYO FM、2003年1月）：アシスタント